# Det forseglede Værelse
Det forseglede Værelse er en amerikansk stumfilm fra 1909 af D. W. Griffith.

## Medvirkende
- Arthur V. Johnson
- Marion Leonard
- Henry B. Walthall